# Technokrata.hu
A technokrata.hu technológiai és innovációs online magazin.

## Technokrata.hu története és bemutatása
A magazin 2011 májusában indult. Abban az értelemben új megközelítésben foglalkozik a kütyü- és techvilággal, hogy azok szélesebb körű, elsősorban gazdasági, társadalmi és környezetre gyakorolt hatását is vizsgálja. Ennek értelmében inkább egy technológiai életmód magazin, annak ellenére, hogy cikkeiben, tesztjeiben erőteljes hangsúlyt kapnak a modern technológiai vívmányok. A gazdaság mozgatórugója a technológia, az embereket körülvevő technológiai vívmányok alapvetően határozzák meg életvitelt és az életminőséget, és az ilyen irányú, széles körű innovációs ismeretek sokak számára inspirációt is jelenthetnek egyben.
Az online magazin nem az öncélú fogyasztás mesterséges generálását hirdeti, hanem annak inkább a tudatosabb módját, melyhez az okos fogyasztói magatartás legalább annyira alapkellék, mint a fizetőképesség. A magazin éppen ezért nem elsősorban az átlagtermékekre fókuszál, hanem sokkal inkább a legjobb minőségű termékeket és szolgáltatásokat kívánja bemutatni az olvasók számára.
Stratégiai együttműködő partnere a MM Műszaki Magazin. Mindkét magazin kiadója a Műszaki Média Kiadó Kft.